# Ulrika Wärvik
Ulrika Wärvik (1967) è un'ex sciatrice alpina svedese.

## Biografia
Discesista pura, la Wärvik vinse la medaglia d'oro ai Campionati svedesi nel 1985, nel 1988, nel 1989 e nel 1990; non prese parte a rassegne olimpiche né ottenne piazzamenti in Coppa del Mondo o ai Campionati mondiali.

## Palmarès

### Campionati svedesi
- 5 ori (discesa libera nel 1985; discesa libera nel 1988; discesa libera nel 1989; discesa libera nel 1990)[1]